# Домбрувка (гміна Красоцин)
Домбрувка (пол. Dąbrówka) — село в Польщі, у гміні Красоцин Влощовського повіту Свентокшиського воєводства.
Населення — 112 осіб (2011).
У 1975-1998 роках село належало до Келецького воєводства.

## Демографія
Демографічна структура на день 31 березня 2011 року:
|          | Загалом | Допрацездатний вік | Працездатний вік | Постпрацездатний вік |
| -------- | ------- | ------------------ | ---------------- | -------------------- |
| Чоловіки | 62      | 15                 | 40               | 7                    |
| Жінки    | 50      | 12                 | 27               | 11                   |
| Разом    | 112     | 27                 | 67               | 18                   |